# The Next Corner
The Next Corner (Brasil: Desonra Honesta ) foi um filme mudo de melodrama romântico norte-americano de 1924, dirigido por Sam Wood, estrelado por Dorothy Mackaill e Lon Chaney. Baseado no romance homônimo de Kate Jordan, o filme foi produzido por Famous Players-Lasky e distribuído pela Paramount Pictures. The Next Corner é presumidamente perdido.

## Elenco
- Conway Tearle - Robert Maury
- Lon Chaney - Juan Serafin
- Dorothy Mackaill - Elsie Maury
- Ricardo Cortez - Don Arturo
- Louise Dresser - Nina Race
- Remea Radzina - Condessa Longueval
- Dorothy Cumming - Paula Vrain
- Bertha Feducha - Julie, empregada de Elsie
- Bernard Siegal - O estranho